# جامع لالة الزهر
جامع لالة زهر هو مسجد يقع في فاس الجديد بمدينة فاس بالمغرب. يُعرف أيضًا باسم جامع الحجر، ربما في إشارة إلى مدخل البوابة الحجرية. تمّ تأسيس المسجد أو اكتمل في عام 1357 م (759 هـ)، وذلك في عهد السلطان المريني أبو عنان فارس.